# هنهنت
هنهنت أو هنهنيت ، هي ملكة مصرية قديمة غير حاكمة أو زوجة ملك من عهد الأسرة الحادية عشرة ، و قد كانت زوجة ثانوية للملك منتوحتب الثاني.

## حياتها
تم العثور على مقبرتها (DBXI.11) و مصلى صغير مزخرف باسمها في مجمع معبد الدير البحري، خلف المبنى الرئيسي لزوجها مباشرة، بالإضافة إلى مقابر خمس سيدات أخريات هن كاويت وكمسيت وساده و ماييت. و كان معظمهن كاهنات للإلهة حتحور، لذلك فمن الممكن أنهن دفنّ هناك كجزء من عبادة هذه الإلهة، و لكن من الممكن أيضا أنهن من بنات النبلاء و أراد الملك تكريمهن بالدفن في مجمعه الجنائزي.
و على عكس توابيت الملكات الأخريات ، لم يزين تابوتها كما كان واجباً لملكة ، فقط سطر واحد من النقش يمتد على كلي الجانبين. و تظهر مومياؤها أنها توفيت أثناء الولادة. و مومياؤها الآن محفوظة في المتحف المصري في القاهرة، و تابوتها في مدينة نيويورك.

## ألقابها
- زوجة الملك و حبيبته.
- حلية الملك.
- حلية الملك الوحيدة.
- كاهنة الإلهة حتحور.[2]